# Feldhamsterverleih
Feldhamsterverleih.de war eine deutschsprachige Satire-Website, die vorgab, seltene einheimische Tiere und Pflanzen zu verleihen, um ein Vorkommen geschützter Arten vorzutäuschen und so unliebsame Bauvorhaben zu blockieren.

## Konzept
Die Seiten waren wie ein seriöses Nachrichtenforum aufgemacht. Wahrheitsgemäß und sachlich berichteten die Autoren über seltene heimische Tiere, Pflanzen und auch Fossilien, und welche Projekte – Autobahnen, Flughäfen, Bahngleise oder Industrieanlagen – sich verhindern lassen würden, wenn man die Lebewesen dort ansiedelte oder die Fossilien ausstreute. Eine Mischung aus zahlreichen realen Nachrichten („Naturschutz hat hohen Stellenwert“) und nur wenigen Fakes („Neu im Sortiment: Das Windpark-Baumpaket“) verlieh den Seiten einen glaubwürdigen und nachrichtlichen Charakter.
Hinzu kamen aktuelle Meldungen wie „Juchtenkäfer ausgebucht“ und Beschreibungen zu technischen Hilfsmitteln. Zum Beispiel eine App, die aufgrund von Standort, Klima und Bodenbeschaffenheit eines – zu verhindernden – künftigen Baugrundstücks die passende seltene Tierart vorschlägt, die dort anzusiedeln wäre. Eine Rubrik berichtete von „erfolgreichen Hamsterblockaden bundesweit“ und nennt echte Beispiele von abgesagten Bauvorhaben – allerdings waren die dort vorgefundenen Hamster natürlichen Ursprungs.

## Verleih-Angebot
Im Angebot waren neben Feldhamstern und Fledermäusen auch Bachmuscheln, seltene heimische Insekten wie Fetthennen-Bläuling (Scolitantides orion), Hauben-Azurjungfer (Coenagrion armatum) und Hornissen oder geschützte Pflanzen. Auch Serviceleistungen konnte man buchen. Zwei Beispiele:
- Presse- und Protestpaket: Es beinhaltete die Information der lokalen Presse und Behörden über den angeblichen Baufrevel, das Anbringen von Protestplakaten und Standtafeln an den Baustandorten, das Verfassen von bis zu sechs empörten Leserbriefen in zwei Monaten und darüber hinaus ein Petitionsschreiben an die Landesbehörden.
- Kammmolch-Halbjahrespaket 3: Gruppenweise (je drei bis fünf Exemplare) Ausbringung in zwei geeigneten Gewässern, Ersetzung der Produkte bei Ausfall, Pressearbeit (zehn Leserbriefe über sechs Monate), Unterrichtung örtlicher Naturschutzvereinigungen; Dauer: April bis September, Gewässer gemäß Artbeschreibung, Paketpreis: 4.699,00 €

## Wirkung und Folgen
Die Seiten waren so überzeugend, dass tatsächlich Bestellungen bei den Betreibern eintrafen. Im Oktober 2010 ging gar ein Redakteur der Badischen Zeitung den Witzbolden auf den Leim. Entrüstet verfasste er den Artikel Feldhamster gegen Bauvorhaben, der in der Printausgabe vom 5. Oktober 2010 erschienen ist. In der Onlineausgabe wurde der Artikel jedoch noch am Erscheinungstag zurückgezogen. Axel Mayer, Geschäftsführer des BUND, vermutete „in Zeiten von Greenwash und neuen Durchsetzungsstrategien, […] dass hinter dieser ‚Satire‘ auch Werbeagenturen und Interessengruppen stecken könnten.“
Ein realer Fall trug sich im April 2024 in Berlin zu. Um das Fällen alter Hainbuchen und Linden in einem Schulhof in der Roedernstraße zu verhindern, machten Naturschützer die Behörden auf Absonderungen von Larven des Juchtenkäfers aufmerksam. Ein Gutachter stellte allerdings fest, dass der Kot „nicht an Ort und Stelle produziert“, mithin dort platziert wurde.

## Hintergründe
Wer tatsächlich Betreiber der Seiten war, blieb unbekannt. Die im Impressum genannte Anschrift, ein Privathaus in Königslutter, war offenbar genauso ein Fake wie der Name des angeblich presserechtlich Verantwortlichen C. Schrader. Zu Jahresanfang 2015 wurde der Dienst nach rund zehn Jahren eingestellt.